# سان جورجيو دي غريسي
سان جورجيو دي غريسي (باليونانية: Ἅγιος Γεώργιος τῶν Ἑλλήνων, رومنة: ´Agios Geórgios ton Ellínon, lit. 'Saint George of the Greeks') كما تُعرف باسمِ كنيسة القديس جورج اليوناني هي كنيسة في حيّ سيستيري في كاستيلو، البندقية، شمال إيطاليا كانت مركز مدرسة اليونانيين (بالإيطالية: Scuola dei Greci) وهي أخوية في البندقية. حول هذه الفترة كانت هناك كنيسة مماثلة في نابولي تسمى كنيسة القديس بطرس وبولس اليونانيّة (بالإيطالية: Santi Pietro e Paolo dei Greci).
على الرغم من الروابط الوثيقة بين البندقية والعالم البيزنطي (كانت البندقية جزءًا من الإمبراطورية البيزنطية)، لم يُسمح بالطقوس الأرثوذكسية اليونانية في البندقية. في عام 1498، اكتسب المجتمع اليوناني في البندقية الحق في تأسيس مدرسة سان نيكولو دي غريسي (بالإيطالية: Scuola de San Nicolò dei Greci)، وهي أخوية ساعدت أعضاء هذا المجتمع. في عام 1539، بعد مفاوضات مطولة، سمحت البابوية ببناء كنيسة سان جورجيو، بتمويل من الضريبة التي كانت مفروضة على جميع السفن من العالم الأرثوذكسي.
بدأ البناء من قبل سانتي لومباردو، ومن عام 1548، بواسطة جيانانتونيو شيونا. تم بناء برج الجرس عام 1592. يحتوي الجزء الداخلي على نصب تذكاري لغابرييل سيفيروس (1619). رسم جيوفاني كيبريوس قبة الكنيسة بالجص. الفنانون الآخرون الذين أكملوا أعمال الكنيسة هم ماركوس باتاس وتوماس باتاس وفينيديكتوس إمبوريو ومايكل داماسكينوس وإيمانويل تزاني بونياليس الذي كان يعملُ كاهنًا ورجل دين من جزيرة كريت الفنانون اليونانيون المشهورون الآخرون المرتبطون بالكنيسة هم: كونستانتينوس تزانيس، فيلوثيوس سكوفوس، يوانيس موسكوس، ليوس موسكوس وإيمانويل تزانفورناريس.
من بين الكنوز الموجودة في هذه الكنيسة ثلاث أيقونات أحضرتها آنا نوتاراس، ابنة لوكاس نوتاراس، آخر ميغا دوكس من الإمبراطورية البيزنطية، إلى إيطاليا قبل عام 1453، وأعطتها لاحقًا إلى هذه الكنيسة كأمانة من أجلها عندما يُمكن بناء كنيسة تتبع الإيمان الأرثوذكسي اليوناني. تتكون هذه الأيقونات من: واحدة للمسيح في مجده محاطة برموز الإنجيليين الأربعة وشخصيات الرسل الاثني عشر والثانية من المسيح بانتوكراتور، والثالثة صورة للعذراء هودجيتريا.
بالقرب من الكنيسة تقع مدرسة فلانجينيان، وهي مدرسة المعلمين اليونانية، والتي تضم اليوم المعهد الهيليني للدراسات البيزنطية وما بعد البيزنطية في البندقية. تم إنشاء المتحف من قبل صوفيا أنطونيادس.

## مايكل داماسكينوس
بين 1560-1583 أكمل مايكل داماسكينوس أعمال الكنيسة. يقع خمسة وعشرون من أعماله الرئيسية في البندقية. عشرون من لوحاته هي جزء من كنيسة القديس جورج اليوناني. ثمانية عشر من أيقوناته هي جزء من أيقونة الكنيسة. يصور أحدهم رئيس الملائكة ميخائيل. تسعة من اللوحات تعرض دوديكورتو (بالإيطالية: dodekaorto) والمقصود بها تلكَ الأعياد الكبرى في الكنيسة الأرثوذكسية الشرقية. اثنان من أعماله وراء الحاجز الأيقوني داخل الحرم المقدس. أربعة من أعماله هي جزء من المعهد اليوناني في البندقية. يرتبط المتحف ومرفق البحث بهذه الكتيسة، بينما تقعُ إحدى لوحاته وهي زفافٌ في قَانَا (بالإنجليزية: Wedding at Cana) في متحف كورير في البندقية.</br></br>

## إيمانويل تزانيس
واحدة من أهم العصور في تاريخ سان جورجيو دي غريسي هي الفترة التي كان فيها الرسام المشهور عالميًا إيمانويل تزانيس كاهنًا في المؤسسة. ارتبط بالكنيسة من عام 1655 إلى 1690. تم الانتهاء من بعض أهم أعماله أثناء وجوده في البندقية. كان أحد هذه الأعمال هو سيّدة لامبوفيتيسا (بالإيطالية: Lady the Lambovitissa) الذي اكتمل في عام 1684، وكان معه الرسام الشهير لأخيه كونستانتينوس تزانيس والشاعر مارينوس تزانيس. كانوا ينتمون أيضا إلى الكنيسة. خلال هذه الحقبة، شارك الرسامون اليونانيون يوانيس موسكوس وليوس موسكوس وفيلوثيوس سكوفوس أيضًا في الكنيسة. ترتبط أربعة من أعمال إيمانويل بسان جورجيو دي جريتشي.
أكمل إيمانويل أيقونة أليبيوس للحاجز الأيقوني. رسم إبراهيم وملكي صادق لألواح أبواب الأبواب الملكية. أكمل صلب الكنيسة. أخيرًا، رسم أيضًا يسوع، ومريم العذراء، ويوحنا المعمدان على منصة مقدسة للكنيسة. يوجد ثلاثة عشر من لوحاته في المعهد الهيليني في البندقية. يرتبط المتحف ومرفق البحث بهذه الكنيسة حيثُ توجَد إحدى لوحاته للقديس سبيريدون في متحف كورير في البندقية.

## كنائس يونانية أخرى في إيطاليا
هذه قائمةٌ بأشهر الكنائس اليونانيّة الأخرى في إيطاليا:
- سانتي بيترو إي باولو دي غريسي.
- الكنيسة الأرثوذكسية اليونانية في سان نيكولو دي غريتشي.
- الكنيسة الأرثوذكسية اليونانية دي سانت أندريا أبوستولو في روما إيطاليا.

## فهرس
- Manno، Antonio (2004). The Rizzoli Art Guides (المحرر). The Treasures of Venice. New York: Rizzoli International Publications. ص. 256–257.
- Mathieu Grenet, La fabrique communautaire. Les Grecs à Venise, Livourne et Marseille, 1770–1840, Athens and Rome, École française d'Athènes and École française de Rome, 2016 ((ردمك 978-2-7283-1210-8))
- Drakopoulou، Evgenia (2010). Έλληνες Ζωγράφοι μετά την Άλωση (1450–1830). Τόμος 3: Αβέρκιος - Ιωσήφ [Greek Painters after the Fall of Constantinople (1450–1830). Volume 3: Averkios – Joseph]. Athens, Greece: Center for Modern Greek Studies, National Research Foundation. ISBN:978-960-7916-94-5. مؤرشف من الأصل في 2022-12-30.
- Tselenti-Papadopoulou، Niki G. (2002). Οι Εικονες της Ελληνικης Αδελφοτητας της Βενετιας απο το 16ο εως το Πρωτο Μισο του 20ου Αιωνα: Αρχειακη Τεκμηριωση [The Icons of the Greek Brotherhood of Venice from 1600 to First Half of the 20th Century]. Athens: Ministry of Culture Publication of the Archaeological Bulletin No. 81. ISBN:960-214-221-9.
- Veloudou، Ioannou (1872). Η Χρυσαλλισ [The Krysallis Historical Record of San Giorgio dei Greci]. Venice: San Giorgio dei Greci. مؤرشف من الأصل في 2022-12-30.

## روابط خارجية
- أبرشية إيطاليا (بطريركية القسطنطينية)
- المعهد الهيليني للدراسات البيزنطية وما بعد البيزنطية في البندقية نسخة محفوظة 17 فبراير 2020 على موقع واي باك مشين.
- قبة الكنيسة